# Microsoft Lumia 950 XL
Lumia 950 XL (kódovým označením Cityman) je chytrý telefon společnosti Microsoft, který byl uveden 6. října 2015. Operačním systémem je Windows 10 Mobile. Hlavní funkcí telefonu je funkce Continuum a integrace Microsoft aplikací. Jedná se o poslední vlajkovou loď společnosti Microsoft v řadě Microsoft Lumia. Nástupce Lumia 960 nebyl uveden na trh, kvůli nízkému počtu prodaných zařízení. V obdobné konfiguraci se prodával také menší model Lumia 950.

## Software
V zařízení je nainstalován Windows 10 Mobile, který podporuje funkci Continuum. Ta po připojení Display docku a periferií umožní desktopový režim Windows 10.

## Hardware
V zařízení je nainstalována 3 GB paměť RAM. Procesor je SoC Qualcomm Snapdragon 810 (2 GHz quad-core Cortex-A57 + 1.5 GHz quad-core Cortex-A53), grafická karta je Adreno 430. Úložiště je 32 GB, rozšiřitelné paměťovými kartami do 256 GB. Nabíjení a přenos dat zajišťuje USB-C.